# Atomfysik og virkelighed
Atomfysik og virkelighed er en dansk dokumentarfilm fra 1985 med instruktion og manuskript af Lars Becker-Larsen.

## Handling
Albert Einstein og Niels Bohrs sidste strid om kvantefysikkens verdensbillede. En afgørelse kom først mange år senere gennem et eksperiment udført af den franske fysiker Alain Aspect. Eksperimentet understregede Bohrs holdning, at hvad man får at vide om den atomare verden, afgøres ved valget af måleapparatur. Kvanteverdenen kan kun betragtes som en helhed og ikke analyseres som adskildte dele.